# Marc James Roels
Marc James Roels (Johannesburg, 1978) is een Belgisch animatieregisseur.
Roels studeerde animatie aan de Koninklijke Academie voor Schone Kunsten van Gent. Met zijn eerste animatiekortfilm, Mompelaar kreeg hij een speciale prijs op het Internationaal kortfilmfestival van Clermont-Ferrand. In 2011 maakte hij samen met Emma De Swaef de animatiefilm 'Oh Willy...'. De kortfilm werd laureaat op meerdere festivals en titularis van heel wat kortfilmprijzen.
In 2018 maakte het in Gent gevestigde duo De Swaef-Roels een middellange stop-motion film 'Ce Magnifique Gâteau!', die in première ging in de Quinzaine des Réalisateurs op het Filmfestival van Cannes 2018.

## Filmografie
- Mompelaar, 2007
- A Gentle Creature, 2009
- Oh Willy... (met Emma De Swaef), 2011
- Fight (met Emma De Swaef), 2013
- Ce Magnifique Gâteau! (met Emma De Swaef), 2018

- Library of Congress Control Number: no2010150296
- Virtual International Authority File: 141145196
- WorldCat: E39PBJqqmxhh4mbtFRHVgXXfMP